# Pedro García de Aza
Pedro García de Aza fue un noble castellano del siglo XII, hermano de Gómez Garsie (Gómez García de Aza). Fue mayordomo del rey de 1160 a 1172. Posteriormente volvería a repetir cargo de diciembre de 1195 a enero de 1198. Cuando no ostenta tal título confirma los documentos hasta 1202. Recibió del rey la villa de Lerma hacia 1174, por lo que a partir de esa fecha suele acompañar a su nombre el título de Lerma.
El 12 de enero de 1180 le vemos firmando en la tercera columna del Fuero de Villasila y Villamelendro firmado en Carrión de los Condes junto a Pedro de Arazuri, Pedro Ruiz de Azagra y Didaco Boyso como Petrus Garsiez:

Petrus de Arazuri, confirmat. Petrus Roderici de Azagra, confirmat. Petrus Garsiez, confirmat. Didacus Boyso, confirmat.

Su hermano Gómez Garsie (Gómez García de Aza) fue tenente de Roa y de Ayllón, aparece en todos los documentos reales de Alfonso VIII desde noviembre de 1164 hasta diciembre de 1178, cuando ocupó el cargo de alférez (hasta agosto de 1182). Posteriormente vuelve a confirmar documentos hasta julio de 1191.
- Datos: Q16617428